# فرناندو كاركوبينو
فرناندو كاركوبينو (بالإيطالية: Fernando Carcupino)‏ رسام إيطالي وفنان قصص مُصورة، اشتهر على نطاق واسع برسمه للصور الأنثوية العارية، كما كان يرسم المناظر الطبيعية والأجسام الثابتة ولوحات القصص التاريخية ولوحات الأمهات والأطفال.

## مولده ونشأته
وُلِد فرناندو كاركوبينو في نابولي بإيطاليا حيث كانت تعمل أسرته هناك بشكل مؤقت ، ونشأ وترعرع في ميلانو ودرس الفن على يد أشيل فوني في أكاديمية الفنون الجميلة. وخلال الحرب العالمية الثانية، عمل في قسم الرسوم المتحركة لفيلم (الوردة) قبل ان يلتحق بالخدمة كملازم أول لسرية في الجيش تابعة لهيئة التحرير الإيطالي.

## سيرته المهنية
بعد إنتاج حلقة (كش ملك) من المسلسل الكوميدي سوليتاريو، عام 1946، أدخل صديقه ماريو فوستينيللي في فريق عمل أسو دي بيتشي وأصبح جزءاً مما يُسمى (مجموعة فينيسيا) والتي تشمل ايضاً على مؤلفي القصص المصورة والكتاب هوغو برات، دينو باتاليا، وديميانو ديمياني. كما قام كاركوبينو بعمل سلسلة أخرى للقصص المصورة في اربعينيات القرن العشرين باسم (فيليو ديلا نوتي) قام بكتابتها أندريا لافيزوللو، و تمت إعادة نشرها عام 1975 في كتاب واحد بواسطة جراندي أفينتور.
تنقل كاركوبينو في دول شمال أوروبا خلال الخمسينات من القرن العشرين عندما بدأ ايضاً مشواره المهني كرسام. حينها كان يعمل أساساً في منشورات موندادوري، إبوكا، جراتزيا، و كونفيدينز، ولكن ايضاً لمجلة ميلانو الساخرة الاسبوعية (لاسيتيمانا اوموريستكا). و منذ منتصف السبعينات من القرن العشرين وحتى وفاته، تفرغ كاركوبينو في المقام الأول للرسم، حيث رسم المناظر الطبيعية، والأجسام والأشكال الثابتة، و لوحات الأمهات والاطفال، واللوحات الأنثوية العارية – وهو ما اشتهر به على نطاق واسع.

## وفاته
تُوفي كاركوبينو في ميلانو يوم 22 مارس 2003 عن عمر يناهز 80 عاماً.

## الأوسمة
- فارس وسام استحقاق الجمهورية الإيطالية (Cavaliere Ordine al Merito della Repubblica Italiana، ويعرف أيضًا بـcavaliere della Repubblica), 1983 تقديرًا للإنجازات الفنية